# Pygommatius renudus
Pygommatius renudus là một loài ruồi trong họ Asilidae. Pygommatius renudus được Scarbrough & Marascia miêu tả năm 2003.